# Jamaica Constabulary Force
Pour les articles homonymes, voir JCF.
La Jamaica Constabulary Force (JCF) est la force de police de l'État insulaire de Jamaïque. Elle devrait compter 9 985 personnes, mais ses membres sont aujourd'hui au nombre de 8441. Le commissaire actuellement à sa tête est le Rear Admiral Hardley Lewin de Saint Ann.

## Rôle
La JCF est sous la responsabilité du ministère de l'intérieur de Jamaïque. Elle est responsable du maintien de l'ordre, de la prévention et de la détection du crime, des investigations concernant les crimes, de la protection de la vie et de la propriété, ce en conformité avec la juridiction jamaïcaine. Elle fournit également assistance au public le cas échéant. Selon sa Charte des Citoyens, la JCF s'engage à satisfaire les citoyens aussi bien par le service général que par l'exécution impartiale et transparente d'ordres publics.

## Histoire
L'histoire de la police en Jamaïque débute en 1716 lorsque des gardiens de nuit furent autorisés à surveiller les villes de Port Royal, Kingston, ainsi que les paroisses de Sainte-Catherine et de Saint Andrew. En 1832, une tentative fut faite pour créer une force de police permanente, et William Ramsay fut nommé inspecteur général des forces de police en 1835. Cette police resta en place jusqu'en 1865, année de la révolte de Morant Bay.
Celle-ci montra la vulnérabilité de la paix en Jamaïque, et il fut alors décidé de créer une nouvelle force de police, plus puissante que la précédente : la Jamaica Constabulary Force. Elle commença ses activités avec 984 hommes et un inspecteur général nommé par le gouverneur britannique. Elle compte de nos jours plus de 8 000 membres et est divisée en 45 départements. Depuis 2002, 55 policiers de la Jamaica Constabulary Force ont été tués dans l'exercice de leurs fonctions.

## Entrainement
Les membres de la JCF sont entrainés à la Jamaica Police Academy pendant huit mois. Les étudiants doivent passer trois examens écrits et douze tests pratiques. Ils sont ensuite dispersés entre plusieurs divisions. Après deux ans de période probatoire, ils deviennent policiers à part entière.

## Accusations
La JCF a à plusieurs reprises été accusée d'exactions. Le 14 février 2007, plusieurs policiers appartenant à la Jamaica Constabulary Force ont été les auteurs de violences homphobes sur la personne du leader d'un groupe de défense des droits des lesbiennes, gays, bisexuels et transgenres. La Jamaïque a également l'un des plus hauts taux d'homicides imputés à des policiers: ainsi en 2007 près de 1 500 personnes ont été victimes de meurtres, et parmi celles-ci 272 ont été tuées par la police jamaïcaine. Entre 2000 et 2007, la police jamaïcaine a tué 1 422 personnes et en a blessé 1115.
En 2006, un policier a été pour la première fois condamné à la réclusion à perpétuité pour meurtre dans le cadre de ses fonctions.